# سانگ های ریم
سانگ های ریم (انگلیسی: Song Hai-rim؛ زادهٔ ۱۲ ژانویهٔ ۱۹۸۵) بازیکن هندبال اهل کره جنوبی است.